# Ingende (territoire)
Ingende est un territoire de la province de l'Équateur en république démocratique du Congo.

## Subdivisions
Le territoire d'Ingende est divisé en une commune et 3 secteurs :
- Ingende, commune
- Bokatola, avec 6 groupements de 118 villages ;
- Duali, avec 5 groupements de 143 villages ;
- Eungu, avec 4 groupements de 94 villages.

## Démographie
| 1994    | 2004    |
| ------- | ------- |
| 120 129 | 188 533 |